# 2016 en Algérie
Chronologie de l’Algérie
- 2012
- 2013
- 2014
- 2015
- 2016
- 2017
- 2018
- 2019
- 2020

Cet article présente les faits marquants de l'année 2016 en Algérie ou relatifs à l'Algérie; datation selon le calendrier grégorien.

## Événements
- 20 janvier : les services de renseignements algériens sont placés sous l'autorité directe du président[1].
- 7 février : révision constitutionnelle algérienne de 2016, adoptée par la loi du 7 février 2016, qui introduit de nombreux amendements à la constitution adoptée en 1996.
- 28 septembre : à Alger, les membres de OPEP se mettent d'accord pour limiter la production de pétrole pour soutenir le prix du brut (moins 700 000 barils par jour).
- 11 décembre : mort en prison du journaliste Mohamed Tamalt au bout d'une grève de la faim[1].

## Sports
- Algérie aux Jeux olympiques d'été de 2016
- Algérie aux Jeux paralympiques d'été de 2016

### Athlétisme
- Championnats arabes juniors d'athlétisme 2016

### Basket-ball
- Championnat d'Algérie de basket-ball 2015-2016
- Championnat d'Algérie de basket-ball 2016-2017
- Championnat d'Algérie de basket-ball de deuxième division 2015-2016
- Championnat d'Algérie de basket-ball de deuxième division 2016-2017
- Championnat d'Algérie féminin de basket-ball 2015-2016
- Championnat d'Algérie féminin de basket-ball 2016-2017
- Coupe d'Algérie de basket-ball 2015-2016
- Coupe d'Algérie de basket-ball 2016-2017

### Cyclisme
- Tour d'Algérie 2016
- Circuit international d'Alger 2016
- Critérium international de Sétif 2016
- Grand Prix d'Oran 2016
- Tour international d'Annaba 2016
- Tour international d'Oranie 2016
- Tour international de Blida 2016
- Tour international de Constantine 2016
- Tour international de Sétif 2016

### Escrime
- Championnats d'Afrique d'escrime 2016

### Football
- Équipe d'Algérie de football en 2016
- Équipe d'Algérie de football aux Jeux olympiques 2016
- Supercoupe d'Algérie de football 2016
- Championnat d'Algérie de football 2015-2016
- Championnat d'Algérie de football 2016-2017
- Championnat d'Algérie féminin de football 2015-2016
- Championnat d'Algérie féminin de football 2016-2017
- Championnat d'Algérie de football de deuxième division 2015-2016
- Championnat d'Algérie de football de deuxième division 2016-2017
- Championnat d'Algérie de football de troisième division 2015-2016
- Championnat d'Algérie de football de troisième division 2016-2017
- Coupe d'Algérie de football 2015-2016
- Coupe d'Algérie de football 2016-2017
- Saison 2015-2016 de l'USM Alger
- Saison 2016-2017 de l'USM Alger
- Saison 2015-2016 du MC Alger
- Saison 2016-2017 du MC Alger
- Saison 2015-2016 de l'USM Blida
- Saison 2015-2016 de la Jeunesse sportive de Kabylie
- Saison 2016-2017 de la Jeunesse sportive de Kabylie
- Saison 2015-2016 du MC Oran
- Saison 2016-2017 du MC Oran

### Gymnastique
- Championnats d'Afrique de gymnastique aérobic 2016
- Championnats d'Afrique de gymnastique artistique 2016

### Handball
- Coupe d'Algérie masculine de handball 2016-2017
- Championnat d'Algérie féminin de handball 2016-2017
- Coupe d'Algérie féminine de handball 2016-2017

### Rugby
- Tri-nations maghrébin 2016

### Volley-ball
- Équipe d'Algérie féminine de volley-ball en 2016

## Culture

### Cinéma
- L'Étoile d'Alger, film algérien réalisé par Rachid Benhadj et sorti en 2016.
- Le Puits, film algérien réalisé par Lotfi Bouchouchi et sorti en 2016, en langues arabe et français[2].

## Naissances en 2016
- Naissance en Algérie en 2016

## Décès en 2016
- Décès en Algérie en 2016